# Le Pays des aveugles
Le Pays des aveugles est une nouvelle de l'écrivain anglais H. G. Wells. Il a été publié pour la première fois dans le numéro d'avril 1904 du Strand Magazine et inclus dans un recueil de nouvelles de Wells de 1911, The Country of the Blind and Other Stories (en). Elle est un exemple de littérature traitant de la cécité (en).

## Résumé

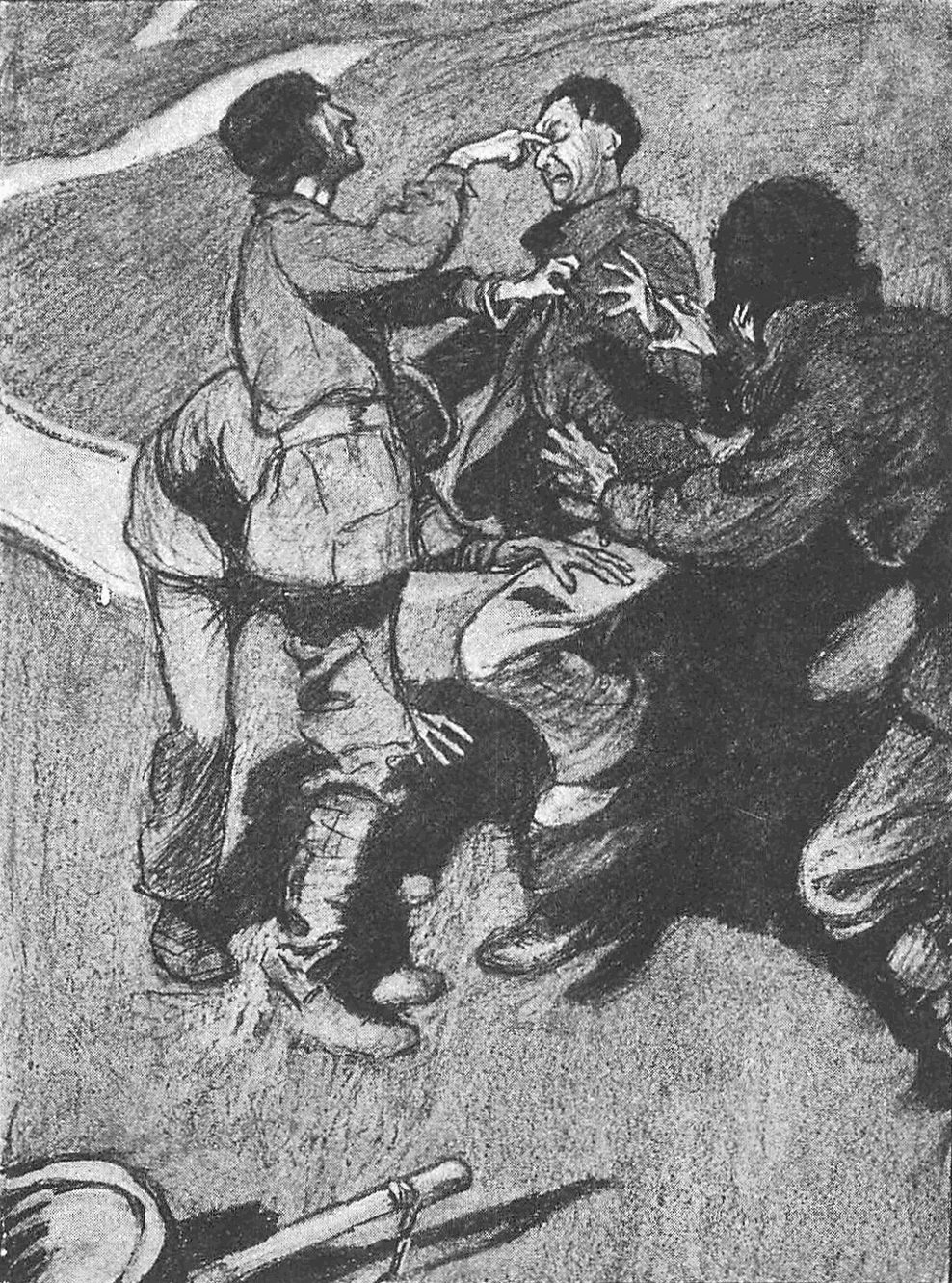
« Prudemment » cria-t-il, un doigt dans l'œil. » – illustration de tirée de « Le Pays des Aveugles », publiée dans The Strand Magazine, avril 1904

Alors qu'il tente de gravir la crête invaincue du Parascotopetl (montagne fictive en Équateur), un alpiniste colombien nommé Nuñez glisse et tombe de l'autre côté de la montagne. Au bout de sa descente sur une pente enneigée à l'ombre de la montagne, il trouve une vallée coupée du reste du monde de tous côtés par des précipices abrupts. À son insu, il a découvert le légendaire « Pays des Aveugles ». La vallée avait été un refuge pour les colons fuyant la tyrannie des dirigeants espagnols, jusqu'à ce qu'un tremblement de terre remodèle les montagnes environnantes, coupant à jamais la vallée des futurs explorateurs. La communauté isolée a prospéré au fil des ans, malgré une maladie qui les a frappés très tôt, rendant tous les nouveau-nés aveugles. Alors que la cécité s'est lentement propagée sur plusieurs générations, les sens restants des gens se sont aiguisés. Au moment où le dernier villageois voyant est décédé, la communauté s'était complètement adaptée à la vie sans vue.
Nuñez descend dans la vallée et trouve un village inhabituel avec des maisons sans fenêtres et un réseau de sentiers, tous bordés d'échancrures pour servir de repères tactiles. En découvrant que tout le monde est aveugle, Nuñez commence à se réciter le proverbe : « Au royaume des aveugles, les borgnes sont rois ». Dans un premier temps, il compte les éduquer et les gouverner. Mais les villageois n'ont aucune notion de la vue et ne comprennent pas ses tentatives de leur expliquer ce cinquième sens. Frustré, Nuñez se met en colère et menace d'attaquer les villageois. Mais ceux-ci le calment et il se soumet à contrecœur à leur mode de vie, car retourner au monde extérieur semble impossible.
Nuñez est chargé de travailler pour un villageois nommé Yacob. Il devient attiré par la plus jeune fille de Yacob, Medina-Saroté. Nuñez et Medina-Saroté tombent bientôt amoureux et, après avoir gagné sa confiance, Nuñez commence lentement à essayer de lui expliquer la vue. Medina-Saroté, cependant, rejette tout simplement cette idée comme étant le fruit de son imagination. Lorsque Nuñez la demande en mariage, les anciens du village lui refusent sa faveur en raison de son obsession « instable » pour la « vue ». Le médecin du village suggère que les yeux de Nuñez soient enlevés, affirmant qu'ils sont malades et sont « très distendus » et qu'à cause de cela « son cerveau est dans un état d'irritation et de distraction constantes ». Nuñez consent à contrecœur à l'opération en raison de son amour pour Medina-Saroté. Cependant, au lever du soleil le jour de l'opération, alors que tous les villageois dorment, Nuñez, le roi raté des aveugles, part vers les montagnes (sans provisions ni équipement), espérant trouver un passage vers le monde extérieur et s'échapper de la vallée.
Dans l'histoire originale, Nuñez grimpe haut dans les montagnes environnantes jusqu'à la tombée de la nuit, et il se repose, faible avec des coupures et des contusions, mais heureux d'avoir échappé à la vallée. Son sort n'est pas révélé. Dans la version révisée et augmentée de l'histoire de 1939, Nuñez voit de loin qu'un éboulement est sur le point de se produire. Il tente d'avertir les villageois, mais ils se moquent à nouveau de sa vision « imaginaire ». Il fuit la vallée lors du glissement, emmenant avec lui Medina-Saroté.

## Personnages
- Nuñez : Alpiniste de Bogotá (Colombie). Alors qu'il tente d'expliquer ses orignes aux villageois, ceux-ci finissent par le surnommer « Bogotá ».
- Yacob : Le maître de Nuñez, qui le prend pour un idiot mais a de l'affection pour lui et souhaite le « guérir » de sa vue.
- Medina-Saroté : La plus jeune fille de Yacob, qui possède des yeux moins creux que les autres et de longs cils, ce qui est considéré comme une difformité dans le Pays.

## Adaptations

### Radio
- Escape (en) a fait ses débuts dans son adaptation avec William Conrad dans le rôle principal la semaine de Thanksgiving 1947. Il raconte une fin différente dans laquelle Nuñez s'échappe seul de la vallée (et est donc capable de raconter l'histoire dans son personnage). Mais il devient aveugle dans le processus à cause de l'éblouissement constant de la neige. Un autre épisode d' Escape a été diffusé le 20 juin 1948, avec Paul Frees. En 1954, 1957 et 1959, la série radiophonique Suspense (en) de CBS a rediffusé cette version.
- CBS Radio Mystery Theater (en) a diffusé une autre adaptation radiophonique le 7 mai 1979. L'épisode s'intitulait « À la recherche d'Eden » (épisode 977) et les noms des personnages principaux ont été modifiés – Nunez a été rebaptisé Carlos et Medina-Saroté a été rebaptisée Eva.
- La BBC a intégré cette histoire à deux autres de Wells pour un supplément de BBC Radio 4 intitulé « The Door in the Wall », également avec une tournure à la fin dans laquelle le conteur se révèle être le protagoniste du conte[8].

### Spectacle
- Une pièce de théâtre écrite par Frank Gabrielsen a été produite en 1962 pour la série télévisée The DuPont Show of the Week (en). Le titre de l'épisode d'une heure était « L'homme le plus riche de Bogota » et il a été diffusé le 17 juin 1962. Il mettait en vedette Lee Marvin dans le rôle de Juan de Nuñez et Míriam Colón dans le rôle de "Marina" (pas Medina-Saroté, comme dans l'histoire originale). Dans cette histoire, il est révélé que quelque chose dans l'eau de la vallée a causé la cécité des habitants. À la fin de l'épisode, Juan de Nuñez apparaît désormais également aveugle[9].
- Le compositeur Mark-Anthony Turnage a écrit un opéra de chambre basé sur l'histoire, achevé en 1997.

### Cinéma
- Le studio russe Soyuzmultfilm a réalisé en 1995 une adaptation cinématographique animée de 19 minutes muette intitulée La Terre des aveugles (Страна Слепых)[10].
- Le thème du protagoniste se perdant dans le monde des aveugles a été utilisé dans le film malayalam Guru (en) de 1997 avec Mohanlal.
- Une production scénique a été écrite par Frank Higgins et Mark Evans ; la seule production à ce jour a eu lieu au Coterie Theater à Kansas City, Missouri en 2006.

### Littérature
- Une version chinoise d'un Graded reader (en) a été adaptée sous le nom de 盲人国 (Mángrén Guó) dans le cadre de la série Mandarin Companion. Le lieu a été transposé de l'Équateur à la province chinoise du Guizhou. Un retournement de situation à la fin indique que la cécité qui affecte les gens est contagieuse[11].
- Une version audio a été publiée en langue indienne, le malayalam[12].